# Xperia Z5 (SoftBank)
SoftBankブランドにおけるXperia Z5（エクスペリア ゼットファイブ）は、ソニーモバイルコミュニケーションズによって開発された、ソフトバンクの第3.9世代移動通信システム、Hybrid 4G LTE (SoftBank 4G/SoftBank 4G LTE) 端末である。SoftBank スマートフォンシリーズのひとつ。OSはAndroid 5.1を搭載している。5月12日からAndroid 6.0へのアップデートを開始した。モデル番号は501SO。

## 概要
Xperia Z4の後継機種。グローバルモデルであるXperia Z5の日本国内ローカライズモデルで、シリーズ初の指紋認証対応モデルとなる。
基本的な性能は先に他のキャリアから発表されたモデルとほぼ同等だが、こちらはロゴの配置がグローバルモデルと同等になっており、プリインストールアプリにNetflixが追加されている。
2017年5月現在、NTTドコモ向けのXperia Z5 SO-01Hやau向けのXperia Z5 SOV32に対してはAndroid 7.0対応 OSバージョンアップが提供されているが、SoftBank向けのXperia Z5にはAndroid 7.0対応 OSバージョンアップは提供されていない。
キャッチコピーは「ソニーの技術を結集。高性能なカメラとオーディオ搭載スマホ。」。

## その他機能
| 主な対応サービス       | 主な対応サービス  | 主な対応サービス             | 主な対応サービス                                               |
| ---------------------- | ----------------- | ---------------------------- | -------------------------------------------------------------- |
| タッチパネル           | FHD液晶 5.2インチ | フルブラウザ                 | Hybrid 4G LTE （SoftBank 4G／SoftBank 4G LTE） /VoLTE/HD Voice |
| バッテリー容量 2900mAh | テザリング        | Wi-Fi                        | GPS                                                            |
| 2300万画素カメラ       | ワンセグ/フルセグ | デジタルオーディオプレーヤー | おサイフケータイ/NFC                                           |
| Bluetooth              | 赤外線通信        | 緊急速報メール               | 防水/防塵                                                      |

## 歴史
- 2015年9月2日（現地時間） - ドイツ・ベルリンの家電展示会「IFA 2015」にてソニー及びソニーモバイルコミュニケーションズよりグローバルモデル発表。この時点で日本国内での販売も予告されていた[5]。
- 2015年10月8日 - ソフトバンクモバイルより公式発表。
- 2015年10月9日 - 事前予約開始。
- 2015年10月29日 - 発売開始。